# Danni Roche
Danni Roche, född den 25 maj 1970 i Melbourne, Australien, är en australisk landhockeyspelare.
Hon tog OS-guld i damernas landhockeyturnering i samband med de olympiska landhockeytävlingarna 1996 i Atlanta.